# Château de la Vauguyon
Le château de la Vauguyon est un château situé à Chinon (Indre-et-Loire) et classé aux monuments historiques le 4 juillet 1995.

## Histoire
Propriété de Guillaume Le Petit (1390-1426), il devient successivement la propriété René Le Petit (1544), de Jacques Bazary, héritier de sa mère Suzanne du Breuil (1626) ; en 1661, à N. Blouin qui le vendit à Pierre Rocque, chevalier, seigneur de Varengeville, des chanoines du Plessis-lez-Tours (1750). 
Il est acquis comme bien national par René Champigny-Clément en 1791.
Au XIXe siècle, il passe à l'écrivain Gustave Droz.